# 大和呉服橋ビル

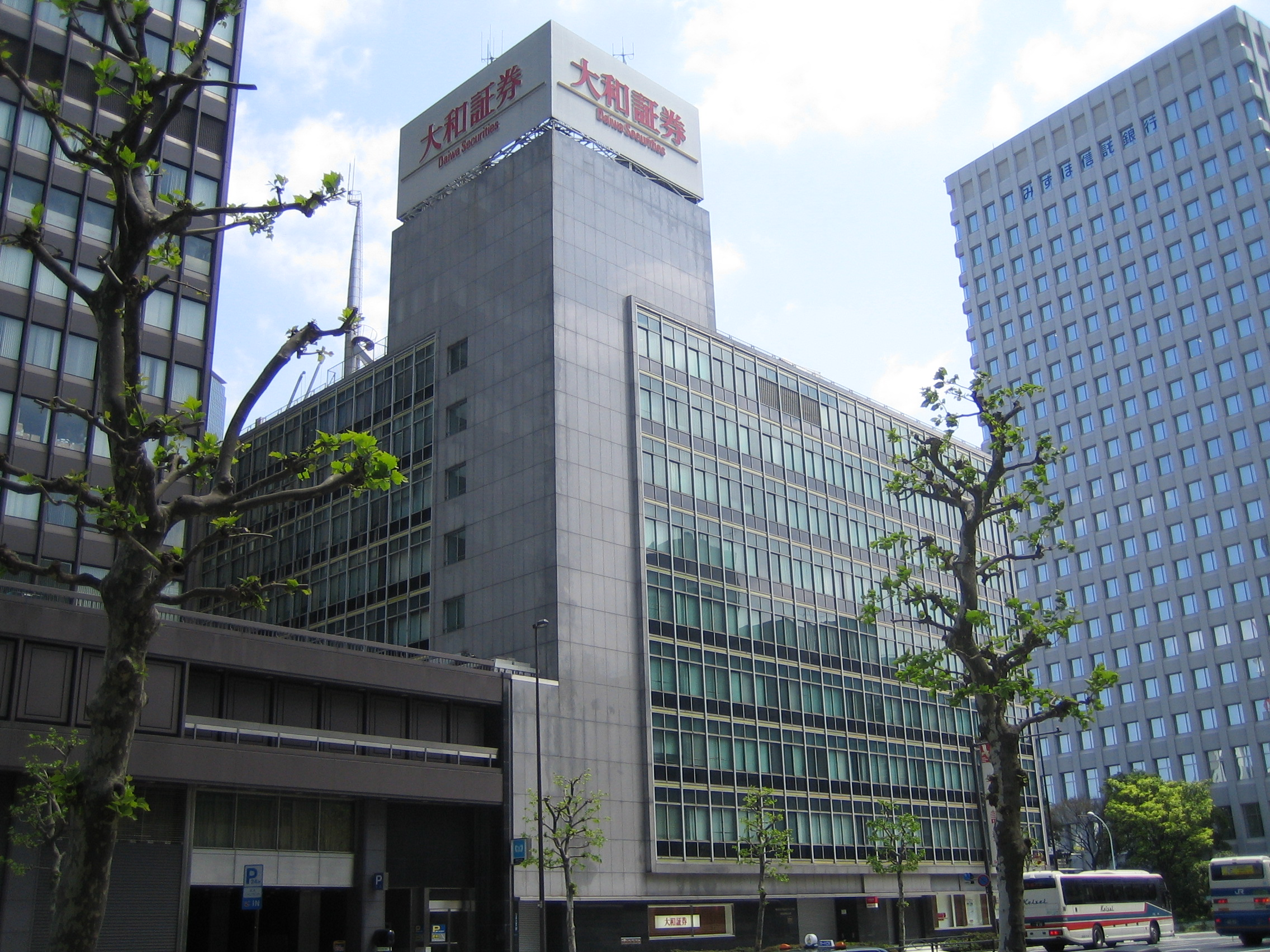
大和証券本社ビル時代（2007年）

大和呉服橋ビル（だいわごふくばしビル）は、東京都千代田区大手町にあったオフィスビル。

## 概要
1956年（昭和31年）、外堀通りと永代通りの交わる呉服橋交差点の北西角に完成した。東京駅の北側に隣接する地上9階建てのガラス張り、浅緑色の外観は、まだ戦後の復興色の残る東京ではひときわ目立ったという。
本ビルは敗戦からの復興を象徴する"最新鋭ビル"の代表格として、地方からの修学旅行生なども見物に訪れる名所で、昭和30年代のサラリーマン生活を描いた映画「ニッポン無責任野郎」や「サラリーマン出世太閤記」など、数多くの映画のロケなどにも使われた。
竣工以来大和證券が本社を置いていたが、同社は2007年にグラントウキョウノースタワーに移転した。その後2010年より、人材派遣会社パソナが1棟全てを使い本社を置いていた。壁面・屋上緑化が施され、ビル内の農園ではコメや野菜が栽培されていた。地下2・3階は、隣接する日本ビル・朝日生命大手町ビル・JXビルとつながる日本パーキングセンターとなっていた。
三菱地所による常盤橋地区再開発事業に伴い、2017年6月に閉鎖され、その後解体された。解体時点で築61年であり、再開発事業区域にあるビルの中では最も古かった。